# Yuki Naito
Yuki Naito (Japans: 内藤 祐希, Naitō Yūki) (Niigata, 16 februari 2001) is een tennisspeelster uit Japan.
Zij begon op zevenjarige leeftijd met het spelen van tennis.
In 2016 won Naito haar eerste titel op het met $100k gedoteerde ITF-dubbelspeltoernooi van Tokio, samen met landgenote Rika Fujiwara. In 2019 won zij in Antalya ook haar eerste ITF-enkelspeltoernooi.
In 2018 bereikte zij samen met Naho Sato op Roland Garros de finale van het meisjesdubbelspel.
Later dat jaar nam zij deel aan het meisjestoernooi van de Olympische Jeugdzomerspelen, in zowel het enkelspel als het dubbelspel en gemengd dubbelspel.